# Kapitalkontroversen
Kapitalkontroversen, nogle gange omtalt som "Cambridgekontroversen" eller "debatten mellem de to Cambridger", var en intellektuel strid mellem tilhængere af to forskellige teoretiske holdninger blandt økonomiske forskere, der startede i 1950'erne med et skarpt indlæg af Joan Robinson i artiklen
"The Production Function and the Theory of Capital", og varede til ind i 1970'erne. Debatten omhandlede kapitalgodernes karakter og rolle og rummede samtidig en kritik af den neoklassiske tankegang om aggregeret produktion og fordeling. Navnet Cambridgekontroversen stammer fra placeringen af de hovedpersoner, der var involveret i diskussionen: Debatten stod i høj grad mellem økonomer som Joan Robinson og Piero Sraffa fra University of Cambridge i England og økonomer som Paul Samuelson og Robert Solow ved Massachusetts Institute of Technology (MIT) i Cambridge, Massachusetts, USA.
Den engelske side kaldes oftest "post-keynesiansk", mens nogle kalder den "neo-ricardiansk". Massachusetts-siden omtales i denne kontekst ofte som "neoklassisk", selvom dens hovedpersoner Samuelson og Solow i andre sammenhænge opfattes som keynesiansk inspirerede økonomer. Nogle bruger også udtrykket "neo-keynesiansk" om deres tilgang.
Debatten blev ført på et ret højt teoretisk og matematisk niveau, men nogle hovedelementer kan forklares som en del af det såkaldte aggregeringsproblem. Kritikken af neoklassisk kapitalteori kan opsummeres som, at denne teori af kritikerne anses for at lide under en kompositionsfejlslutning (dvs. en fejlagtig antagelse om, at hvad der gælder for de enkelte dele, også må gælde for helheden), idet man ikke kan udvide mikroøkonomiske begreber fra produktionsteori til at omfatte aggregerede størrelser som samfundets produktion som helhed, som der er tradition for at gøre i makroøkonomi.
Konklusionen på diskussionen, især med hensyn til hvor vigtige dens implikationer er, er der ikke enighed om blandt økonomer. Debatten, der i sin tid førtes i nogle af de mest toneangivende videnskabelige tidsskrifter, er i dag i vidt omfang gået i glemmebogen, ikke mindst fordi dens vigtigste deltagere på den britiske side ganske enkelt uddøde.

## Baggrund
I traditionel økonomisk teori antages økonomisk vækst at være eksogent givet: Vækst er afhængig af eksogene variable, såsom befolkningstilvækst og teknologiske fremskridt. I traditionel vækstteori vil en stigning i en af produktionsfaktorerne, dvs. arbejdskraft eller kapital, mens den anden fastholdes konstant, og der antages et uændret teknologisk niveau, øge produktionen, men med en aftagende hastighed, der til sidst vil nærme sig nul.
Den såkaldte "naturlige økonomiske vækstrate" er defineret som summen af væksten i arbejdsstyrken og væksten i arbejdsproduktiviteten. Begrebet om den naturlige vækstrate dukkede første gang op i Roy Harrods artikel fra 1939, hvor det defineres som "den maksimale vækstrate muliggjort af stigningen i befolkningen, akkumuleringen af kapital, teknologiske forbedringer og præferencerne for fritid, forudsat at der altid er fuld beskæftigelse i en eller anden forstand." Hvis den faktiske økonomiske vækstrate falder under den naturlige rate, vil arbejdsløsheden stige; hvis den overstiger den naturlige rate, vil arbejdsløsheden falde. Følgelig må den naturlige vækstrate være den vækstrate, der holder arbejdsløshedsprocenten konstant.
Hvis den naturlige vækstrate ikke er eksogent givet, men tilpasser sig efterspørgslen eller den faktiske vækstrate endogent, har dette to implikationer. På det teoretiske niveau er der implikationer for effektiviteten og hastigheden af tilpasningsprocessen mellem de berettigede og de naturlige vækstrater i Harrods vækstmodel. Der er også implikationer for den måde, vækstprocessen skal ses på, og for forståelsen af, hvorfor vækstraterne er forskellige fra land til land: om vækst ses som udbudsbestemt eller som efterspørgselsbestemt, dvs. afgjort af begrænsninger i efterspørgslen, før udbudsbegrænsninger når at blive relevante.
Harrod producerede en matematisk model for vækst, hvorved den naturlige vækstrate opfylder to vigtige funktioner. For det første sætter den loftet for divergensen mellem den faktiske vækstrate og ligevægtsvækstraten ("the warranted growth rate"). For det andet angiver den den maksimalt opnåelige langsigtede vækstrate. Den naturlige rate behandles som strengt eksogen; den er formet af væksten i arbejdsstyrken og væksten i arbejdsproduktiviteten uden at diskutere, om begge kan være endogene for efterspørgslen. Derudover var der ingen finanspolitisk eller anden økonomisk mekanisme i tankegangen, der kunne bringe den berettigede vækstrate på linje med den naturlige vækstrate, dvs. at samfundet kunne opnå fuld eller mere fuld udnyttelse af sine resurser.

## Central problemstilling
Spørgsmålet om, hvorvidt den naturlige vækstrate er eksogen eller endogen i forhold til efterspørgslen på lang sigt (og om det er inputvækst, der forårsager produktionsvækst, eller omvendt), ligger i hjertet af debatten mellem mainstream-økonomer og post-keynesianske økonomer. Sidstnævnte gruppe hævder, at væksten primært er efterspørgselsdrevet, fordi væksten i arbejdsstyrken såvel som i arbejdsproduktiviteten reagerer på efterspørgselspresset, både indenlandsk og udenlandsk. Deres synspunkt betyder ikke, fastslår post-keynesianere, at vækst i efterspørgsel bestemmer udbudsvækst uden grænser; snarere hævder de, at der ikke er én enkelt vækststi for fuld beskæftigelse, og at efterspørgselsbegrænsninger (relateret til overdreven inflation og betalingsbalancevanskeligheder) i mange lande har tendens til at opstå, længe før udbudsbegrænsningerne nogensinde nås.

## Forskellige vækstmodeller

### Harrod-Domar-modellen
Roy Harrod udviklede i en artikel i 1939 en model, som efterfølgende blev forfinet af den russisk-fødte Evsey Domar, og som havde til formål at forklare en økonomis vækstrate ud fra niveauet for opsparing og kapitalens produktivitet. Ifølge Harrod-Domar-modellen er der tre former for vækst: ligevægtsvækstraten (på engelsk: warranted growth rate), den faktiske vækstrate og den naturlige vækstrate. Ligevægtsvækstrate er den vækstrate, hvormed økonomien hverken ekspanderer i det uendelige eller går i recession. Den faktiske vækst er den reale stigning i et lands årlige BNP. Den naturlige vækstrate er den vækstrate, en økonomi skal have for at kunne opretholde fuld beskæftigelse. Hvis eksempelvis arbejdsstyrken vokser med 3 procent om året, alt andet lige, skal økonomiens årlige vækstrate for at opretholde fuld beskæftigelse være 3 procent.
Harrod-Domar-modellens forklaringskraft viste sig at være begrænset, idet dens forudsigelser om blandt andet høj ledighed ikke stemte overens med erfaringerne i efterkrigstidens vestlige økonomier. Desuden fandt flere toneangivende økonomer, at der var forskellige mangler i Harrod-Domar-modellen, idet de især påpegede ustabilitet i dens løsning,  og i slutningen af 1950'erne førte den akademiske diskussion om disse problemer til udviklingen af Solow-Swan-modellen.

### Solow-Swan-modellen
Modellen blev udviklet separat og uafhængigt af Robert Solow og Trevor Swan i 1956, som svar på den formodede keynesianske Harrod-Domar-model. Solow og Swan foreslog en økonomisk model for langsigtet økonomisk vækst sat indenfor rammerne af neoklassisk økonomi. De forsøgte at forklare langsigtet økonomisk vækst ved at se på kapitalakkumulation, arbejdskraftsvækst eller befolkningstilvækst samt stigninger i produktiviteten, almindeligvis omtalt som teknologiske fremskridt. I sin kerne tilbyder modellen en neoklassisk (samlet) produktionsfunktion, ofte specificeret som en Cobb-Douglas-funktion. Et kerneelement i denne produktionsfunktion, var at den modsat antagelsen i Harrod-Domar-modellen indebar tilstrækkelig gode substitutionsmuligheder mellem kapital og arbejdskraft. Dette var afgørende for, at der er i Solow-Swan-modellen ikke var risiko for masseledighed. Denne model kom til at dominere makroøkonomisk tankegang i de efterfølgende årtier og anvendes stadig i den indledende undervisning i vækstteori på mange universiteter verden over i dag. Siden 1980'erne er den blevet suppleret med nyere såkaldte endogene vækst-modeller, der graver et spadestik dybere ved også at forsøge at forklare indenfor modellens rammer, hvordan selve den teknologiske udvikling skabes.

### Den post-keynesianske teori om vækst
Post-keynesianske økonomer som Nicholas Kaldor, Luigi Pasinetti, Richard Kahn og Joan Robinson foreslog en alternativ vækstmodel. I deres tilgang bringes ligevægtsvækstraten på linje med den naturlige vækstrate ved justeringer af indkomstfordelingen. Selvom eksempelvis Kaldor og Pasinetti var uenige om, hvordan man retfærdiggør dette, er profitraten kvotienten af vækstraten og forholdet mellem opsparingsraten og profitten. Denne ligning er kendt som Cambridge-ligningen. Investeringerne opfattes som en uafhængig variabel, og opsparingen tilpasser sig investeringerne.

## Debatten
Harrod-Domar-modellens mangel på en mekanisme, der kunne bringe ligevægtsvækstraten i overensstemmelse med den naturlige vækstrate, udløste vækstdebatten i midten af 1950'erne, en debat, der "engagerede nogle af de største hjerner i økonomifaget i mere end to årtier." De neoklassiske og neo-keynesianske sider var repræsenteret af Paul Samuelson, Robert Solow og Franco Modigliani, som underviste ved MIT, i Cambridge, Massachusetts i USA, mens den post-keynesianske side var repræsenteret af Nicholas Kaldor, Joan Robinson, Luigi Pasinetti, Piero Sraffa og Richard Kahn, hvoraf de fleste underviste ved University of Cambridge i England. Det fælles stednavn gav anledning til udtrykkene "debatten mellem de to Cambridger" eller "Cambridge-kapitalkontroversen."
Begge lejre behandlede generelt den naturlige vækstrate som givet. Næsten al fokus i debatten centrerede sig om de potentielle mekanismer, hvorved ligevægtsvækstraten kunne bringes til at konvergere med den naturlige vækstrate, hvilket giver en langsigtet ligevægtsvækststi. Den amerikanske Cambridge-side fokuserede på justeringer af kapital/output-forholdet gennem substitution af kapital og arbejdskraft, hvis kapital og arbejdskraft voksede med forskellig hastighed. Den engelske Cambridge-side koncentrerede sig om justeringer af opsparingskvoten gennem ændringer i fordelingen af indkomst mellem løn og overskud, ud fra den antagelse, at tilbøjeligheden til at spare op ud af overskud er højere end ud af løn.

## Ideologiske spørgsmål
En stor del af følelserne bag debatten opstod, fordi den tekniske kritik af marginalproduktivitetsteorien var forbundet med bredere argumenter med ideologiske implikationer. Den berømte neoklassiske økonom John Bates Clark så ligevægts-profitraten (som er med til at bestemme indkomsten for ejerne af kapitalgoder) som en markedspris bestemt af teknologien og de relative proportioner, hvori "produktionsfaktorerne" bruges i produktionen. Ligesom løn er belønningen for det arbejde, som arbejdere udfører, er profit belønningen for kapitalens produktive bidrag: Således betaler systemets normale drift under konkurrencevilkår profit til kapitalejerne.
Disse overskud ses igen som belønning for at spare op, dvs. afholdenhed fra løbende forbrug, hvilket fører til skabelsen af kapitalgoderne. (Senere hævdede John Maynard Keynes og hans skole, at opsparing ikke automatisk fører til investering i materielle kapitalgoder.) I denne opfattelse er profitindkomst således en belønning for dem, der værdsætter fremtidig indkomst højt og dermed er villige til at ofre nuværende nydelse.

## Aggregeringsproblemet
I neoklassisk økonomi antages ofte en produktionsfunktion, f.eks.
{\displaystyle Q=Af(K,L)}
hvor Q er output, A er en faktor, der repræsenterer teknologi, K er summen af værdien af kapitalgoder, og L er arbejdsindsatsen. Prisen på den homogene produktion tages som numéraire, således at værdien af hvert kapitalgode opfattes som homogen med produktionen. Forskellige typer af arbejdskraft antages reduceret til en fælles enhed, normalt ufaglært arbejdskraft. Begge input har en positiv indvirkning på produktionen med faldende marginale afkast.
I nogle mere komplicerede generelle ligevægtsmodeller udviklet af den neoklassiske skole antages arbejde og kapital at være heterogene og målt i fysiske enheder. I de fleste versioner af neoklassisk vækstteori (for eksempel i Solow-vækstmodellen) antages funktionen dog at gælde for hele økonomien. Denne opfattelse fremstiller en økonomi som én stor fabrik snarere end som en samling af et stort antal heterogene arbejdspladser.
Denne vision frembringer et centralt udsagn i mainstream-lærebøger, nemlig at indkomsten tjent af hver "produktionsfaktor" (dvs. typisk arbejdskraft og "kapital") er lig med dens marginale produkt. Med fuldkomne produkt- og inputmarkeder hævdes lønnen (delt med produktets pris) således at svare til arbejdskraftens marginalprodukt. Endnu vigtigere for diskussionen her formodes profitraten (nogle gange forvekslet med rentesatsen, dvs. omkostningerne ved at låne midler) at svare til kapitalens marginalprodukt. Et andet centralt udsagn er, at en ændring i prisen på en produktionsfaktor vil føre til en ændring i brugen af denne faktor, sådan at en stigning i profitraten (associeret med faldende lønninger) vil føre til, at mere af denne faktor bliver brugt i produktionen. Loven om aftagende marginale afkast indebærer, at større brug af dette input vil indebære et lavere marginalt produkt, alt andet lige : da en virksomhed får mindre ved at tilføje en enhed af kapitalgoder, end der modtages fra den forrige, skal profitraten forhøjes for at tilskynde til ansættelsen af den ekstra enhed under forudsætning af profitmaksimering.
Piero Sraffa og Joan Robinson, hvis arbejde satte gang i Cambridge-kontroversen, påpegede, at der var et iboende måleproblem ved at anvende denne model for indkomstfordeling på kapital. Kapitalistisk indkomst (samlet profit eller formueindkomst) er defineret som profitraten ganget med mængden af kapital, men målingen af "kapitalmængden" involverer at lægge helt uforlignelige fysiske objekter sammen - eksempelvis at lægge antallet af lastbiler til antallet af lasere. Det vil sige, ligesom man ikke kan tilføje heterogene "æbler og appelsiner", kan vi ikke blot tilføje simple enheder af "kapital". Som Robinson hævdede, er der ikke sådan noget som "leets", et iboende element i hvert kapitalgode, der kan lægges sammen uafhængigt af priserne på disse varer.

## Konklusion
En del af problemet i denne debat drejede sig om det høje niveau af abstraktion og idealisering, der forekommer i økonomisk modelbygning om emner som kapital og økonomisk vækst. De originale neoklassiske modeller for samlet vækst præsenteret af Robert Solow og Trevor Swan var ligetil, med enkle resultater og ukomplicerede konklusioner, som indebar forudsigelser om den virkelige, empiriske verden. Tilhængerne af Robinson og Sraffa hævdede, at mere sofistikerede og komplicerede matematiske modeller indebar, at for at Solow-Swan-modellen kunne sige noget om verden, må afgørende urealistiske antagelser (som Solow og Swan havde ignoreret) være sande.
For at vælge et eksempel, der ikke fik meget opmærksomhed i debatten (fordi det blev delt af begge sider), forudsætter Solow-Swan-modellen en kontinuerligt opnået ligevægt med 'fuld beskæftigelse' af alle resurser. I modsætning til keynesiansk tankegang bestemmer opsparing investeringen i disse modeller i stedet for omvendt. At kritikken også blev fremført helt ud fra nøjagtig samme slags urealistiske antagelser betød, at det var meget svært at gøre andet end at 'kritisere' Solow og Swan. Det vil sige, at sraffianske modeller var eksplicit skilt fra den empiriske virkelighed. Og som det er meget almindeligt i debatter, var det meget lettere at ødelægge neoklassisk teori end at udvikle et fuldskala-alternativ, der kan hjælpe os med at forstå verden.
Kort sagt gik de fremskridt, som Cambridge-kontroversen frembragte, fra den urealistiske afhængighed af uudtalte eller ukendte antagelser til en klar bevidsthed om behovet for at gøre sådanne antagelser. Men dette efterlod sraffianerne i en situation, hvor de uvirkelige antagelser forhindrede de fleste empiriske anvendelser, sammen med yderligere udvikling af teorien.
Selvom Sraffa, Robinson og andre havde hævdet, at dens grundlag var ubegrundet, er Solow-Swan-vækstmodellen baseret på en samlet bestand af kapitalgoder med en enkelt værdi forblevet et midtpunkt i mainstream-makroøkonomi og vækstteori. Modellens tankegang er også på mange måder grundlaget for den nyere endogene vækstteori. I nogle tilfælde er brugen af en aggregeret produktionsfunktion begrundet med en appel til en instrumentalistisk metodik og et behov for enkelhed i empiri.
Da Samuelson havde været en af de vigtigste neoklassiske forsvarere af ideen om, at heterogen kapital kunne behandles som et enkelt kapitalgode, viste hans artikel (omtalt ovenfor) endegyldigt, at resultater fra forenklede modeller med ét kapitalgode ikke nødvendigvis gælder i mere generelle modeller. Han brugte således for det meste multisektormodeller i Leontief-Sraffa-traditionen i stedet for den neoklassiske aggregerede model.
I dag er kontroversen i høj grad gået i glemmebogen. I den intense faglige debat om vækstteori, som opstod i 1980'erne med fremkomsten af endogen vækstteori, spillede henvisninger til den tidligere kapitalkontrovers således ingen rolle.